# Коммерциализация
Коммерциализа́ция — это деятельность одного лица или организации, которая направлена на получение прибыли всеми возможными способами. Также внедрение коммерческих отношений, перевод на коммерческую основу там (в тех сферах, отношениях, обстоятельствах), где таковых ранее не существовало. Подчинение какой-либо деятельности целям извлечения прибыли.
В масштабе государства коммерциализация — первые шаги в приватизации государственных предприятий, увеличение числа коммерческих предприятий.
Коммерциализация в науке — практическое использование (прикладные исследования) научных открытий и разработок в производстве товаров или предоставлении услуг для получения максимального коммерческого эффекта.
Коммерциализация интеллектуальной собственности подразумевает использование интеллектуального труда для получения коммерческой выгоды предпринимателями.
Коммерциализация спорта — использование спорта, связанных со спортом продуктов и услуг, а также, не связанных со спортом продуктов и услуг, путём создания таких связей методами маркетинга, в целях извлечения коммерческой выгоды. Переход любительского спорта в профессиональный. Изменение правил спортивных дисциплин для получения больших доходов и сокращения издержек — удобства ТВ-трансляций, увеличения зрелищности и т. п..